# Nantianping
Nantianping (kinesiska: 南田坪, 南田坪乡) är en socken i Kina. Den ligger i provinsen Hunan, i den södra delen av landet, omkring 46 kilometer väster om provinshuvudstaden Changsha. Antalet invånare är 21033. Befolkningen består av 10 616 kvinnor och 10 417 män. Barn under 15 år utgör 17,0 %, vuxna 15-64 år 68 %, och äldre över 65 år 14,0 %.
Genomsnittlig årsnederbörd är 1 710 millimeter. Den regnigaste månaden är maj, med i genomsnitt 305 mm nederbörd, och den torraste är oktober, med 46 mm nederbörd.